# Myrpold
Myrpold (eller Myrepold) er en såkaldt "stordysse", en tre meter lang stenkiste, bestående af ti bærende sten og to dæksten. Dette eksempel på et af Tragtbægerkulturens anlæg opstod mellem 3500 og 2800 f.Kr. BC og ligger ved Skarrev på Løjt Land med udsigt over Åbenrå Fjord.
- Myrpold

Myrpold blev udgravet i 1888 af apoteker Reimers og indeholdt ti skeletter, som lå i fem lag. Sammen med dem blev fundet flintøkser, stenknive, keramik og ravperler.
Før udgravningen var stordyssen dækket af en oval jordhøj på 22 x 17 m.

## litteratur
- Klaus Ebbesen: Danmarks megalitgrave . Bind 2: katalog. Attika, København 2008, ISBN 978-87-7528-731-4 nr. 4630
- Ingrid Falktoft Andersen: Vejviser til Danmarks oldtid. Wormianum, Højbjerg 1994, ISBN 87-89531-10-8 .
- Peter Vilhelm Glob : forhistoriske monumenter i Danmark . Wachholtz, Neumünster 1968, s. 92
- Myrpold i Slots- og Kulturstyrelsens database

55°03′05″N 9°29′51″Ø / 55.0513°N 9.4974°Ø